# Alexandre Geijo
Alexandre Geijo Pazos (né le 11 mars 1982 à Genève) est un footballeur hispano-suisse, évoluant à l'Atlético Sanluqueño au poste d'attaquant.

## Palmarès
Vierge